# أطفال شوابين

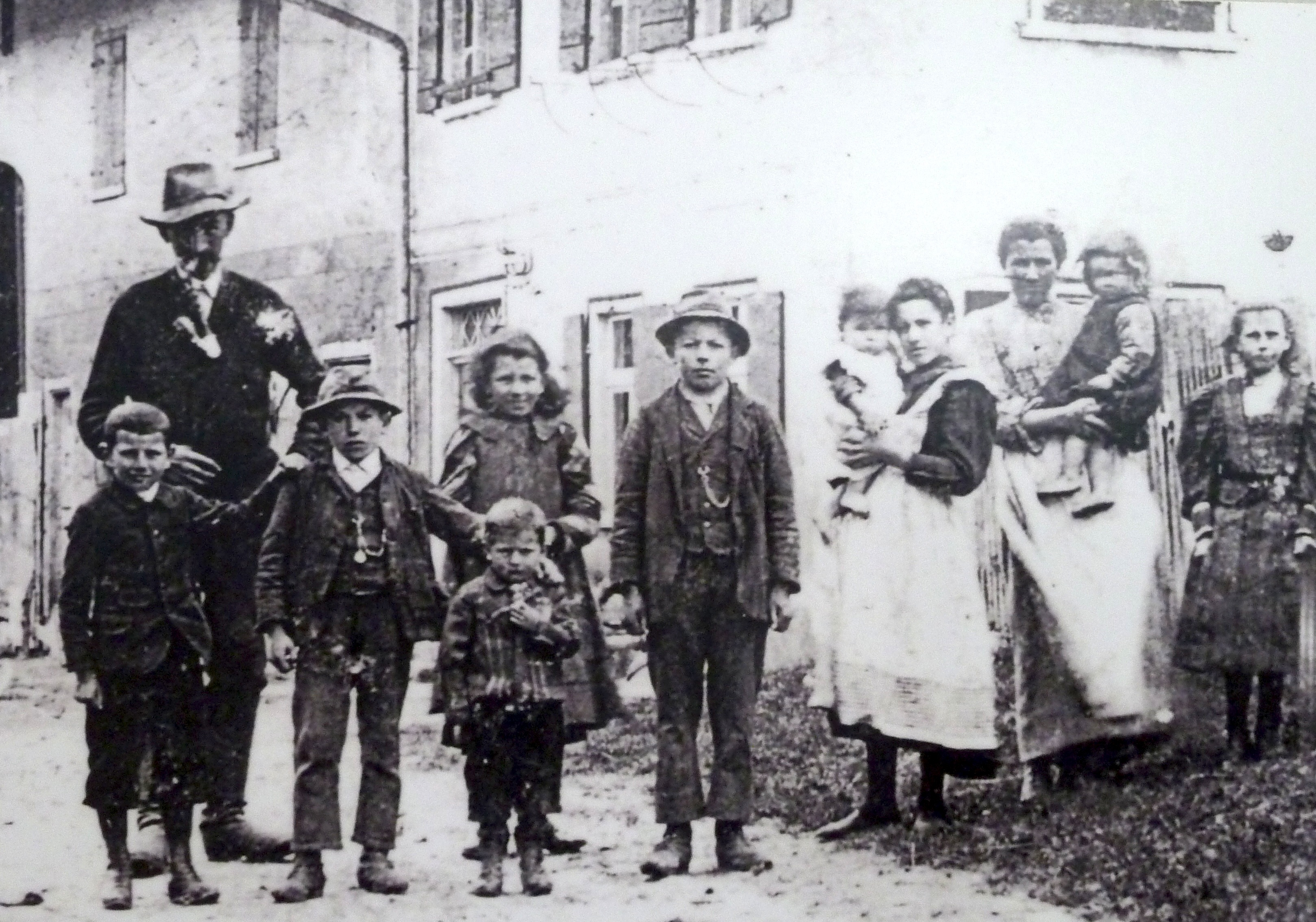
أطفال شوابين من غراوبوندن في أرناخ (1907)

الأطفال الشوابيون (بالألمانية: Schwabenkinder) هم أطفال قرويون من أُسر فقيرة في جبال الألب من النمسا وسويسرا الذين ذهبوا للبحث عن عمل في المزارع في أعالي شوابيا وجبال الألب الشوابية. عادة يُرسلون من قبل والديهم ليصبحوا عمالًا موسميين. تم نقلهم في الربيع ونقلهم إلى أسواق الأطفال في ألمانيا، وخاصة في منطقة أعالي شوابيا، حيث سيتم شراؤهم أو «تأجيرهم» من قبل المزارعين لهذا الموسم. هذا الاستخدام للأطفال كعمال كان أكثر انتشارًا في القرن التاسع عشر.
ثبت أنَّ السير عبر جبال الألب إلى ألمانيا في كثير من الأحيان صعب ومرهق. عادة ما يكون مرشدهم كاهنًا، وهو مسؤول أيضًا عن ضمان حصول الأطفال على مكان دافئ للنوم.
كانت المسيرات عبارة عن مجموعات كبيرة ومنظمة من عدة آلاف من الأطفال، تأخذ مكانها فوق الجبال المغطاة بالثلوج في الغالب وهم لا يزالون يرتدون الخرق البالية. لم يكن من غير المألوف أن يتم أخذ الأطفال في سن الخامسة والسادسة.
بدأت الصحافة الأمريكية حملة عام 1908 لفضح أطفال شوابين، واصفة سوق الأطفال في فريدريكسهافن بأنه «سوق عبيد بالكاد يستتر».
أغلقت أسواق الأطفال عام 1915، ومع ذلك لم تنته تجارة الأطفال تمامًا حتى نُفّاذ قرار التعليم الإلزامي للأطفال الأجانب في فورتمبيرغ عام 1921.
تظهر ألقاب العديد من شهادات الهجرة من شوابيا نموذجا في تيرول ومناطق أخرى تم أخذ الأطفال منها (مثل براكسمايار من براكسمارِر).

## فيلم
- شوابينكيندر ، فيلم تلفزيوني (بُثَّ لأول مرة عام 2003)، المخرج: جو باير، الممثلون: توبياس موريتي، فاديم جلونا.

الفيلم مأخوذ عن رواية "Die Schwabenkinder - Die Geschichte des Kaspanaze" (الأطفال الشوابيون- قصة كاسبنز) للكاتب إلمار بيروتر (ردمك 3-7766-2304-7).
ملخص الفيلم: بعد مقتل والدته في انهيار جليدي، الفلاح الصغير كاسبار أرسله والده المكافح للعمل في شوابيا. مع غيره من أطفال القرية الآخرين، يقوم مرشدهم (توبياس موريتي) بإحضار المجموعة إلى سوق الأطفال في رافنسبورغ. هناك تبدأ القصة المعجزة: المعاملة الوحشية للصبي من قبل المزارع، هروبه، هجرته إلى الولايات المتحدة، وفي النهاية عودته إلى قريته بعد سنوات عديدة لزيارة والده المحتضر.